# Hacelia
Hacelia is een geslacht van zeesterren uit de familie Ophidiasteridae.				

## Soorten
- Hacelia attenuata Gray, 1840
- Hacelia capensis Mortensen, 1925
- Hacelia inarmata (Koehler, 1895)
- Hacelia superba H.L. Clark, 1921
- Hacelia tuberculata Liao, 1985